# Aloja
Aloja (deutsch: Allendorf, in alten Zeiten Vogelsang) ist eine Kleinstadt im Norden Lettlands und war bis 2021 Zentrum einer gleichnamigen Verwaltungseinheit. Im Jahre 2022 zählte Aloja 1.040 Einwohner.

## Geschichte

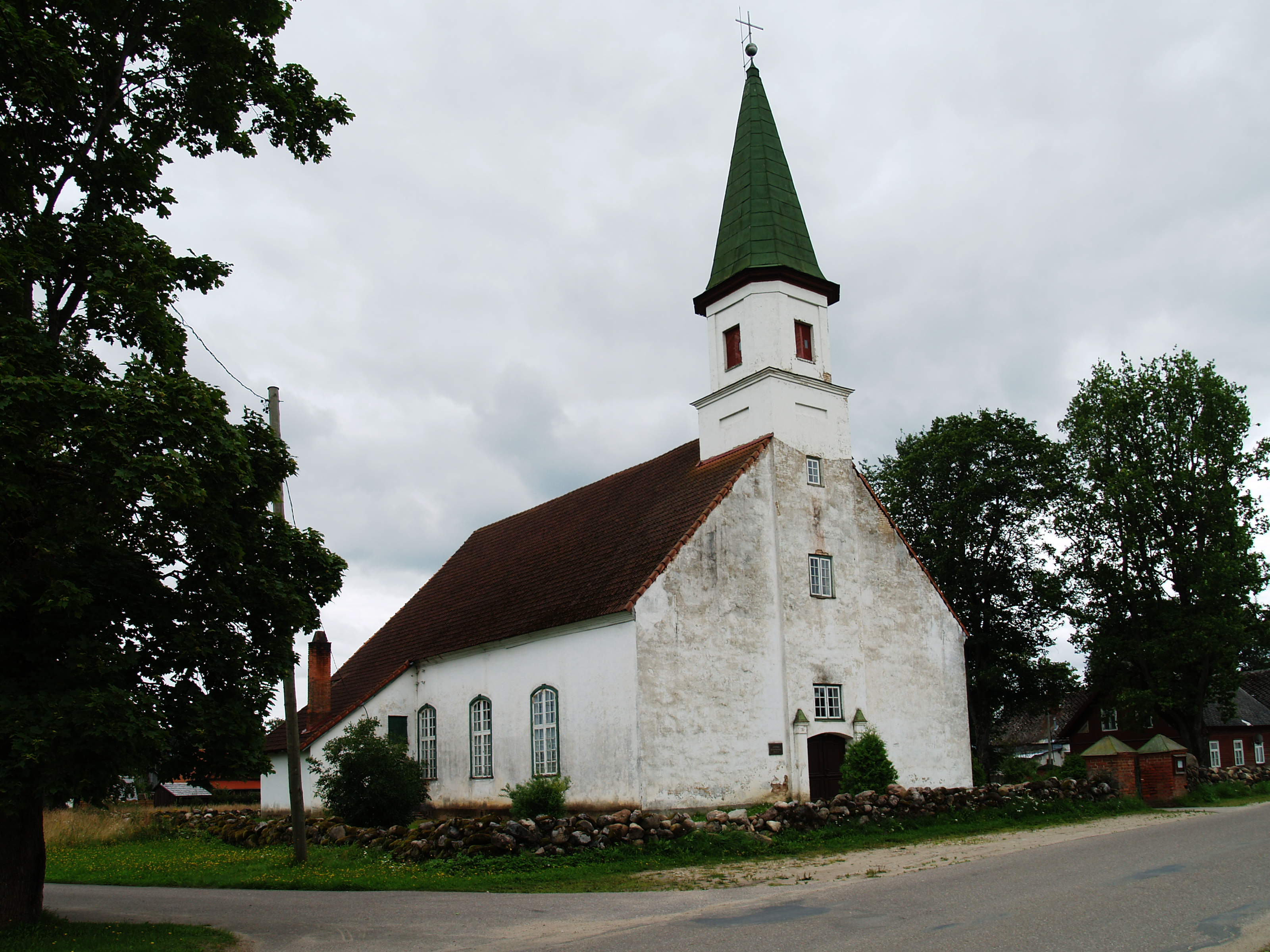
Evangelisch-lutherische Kirche in Aloja

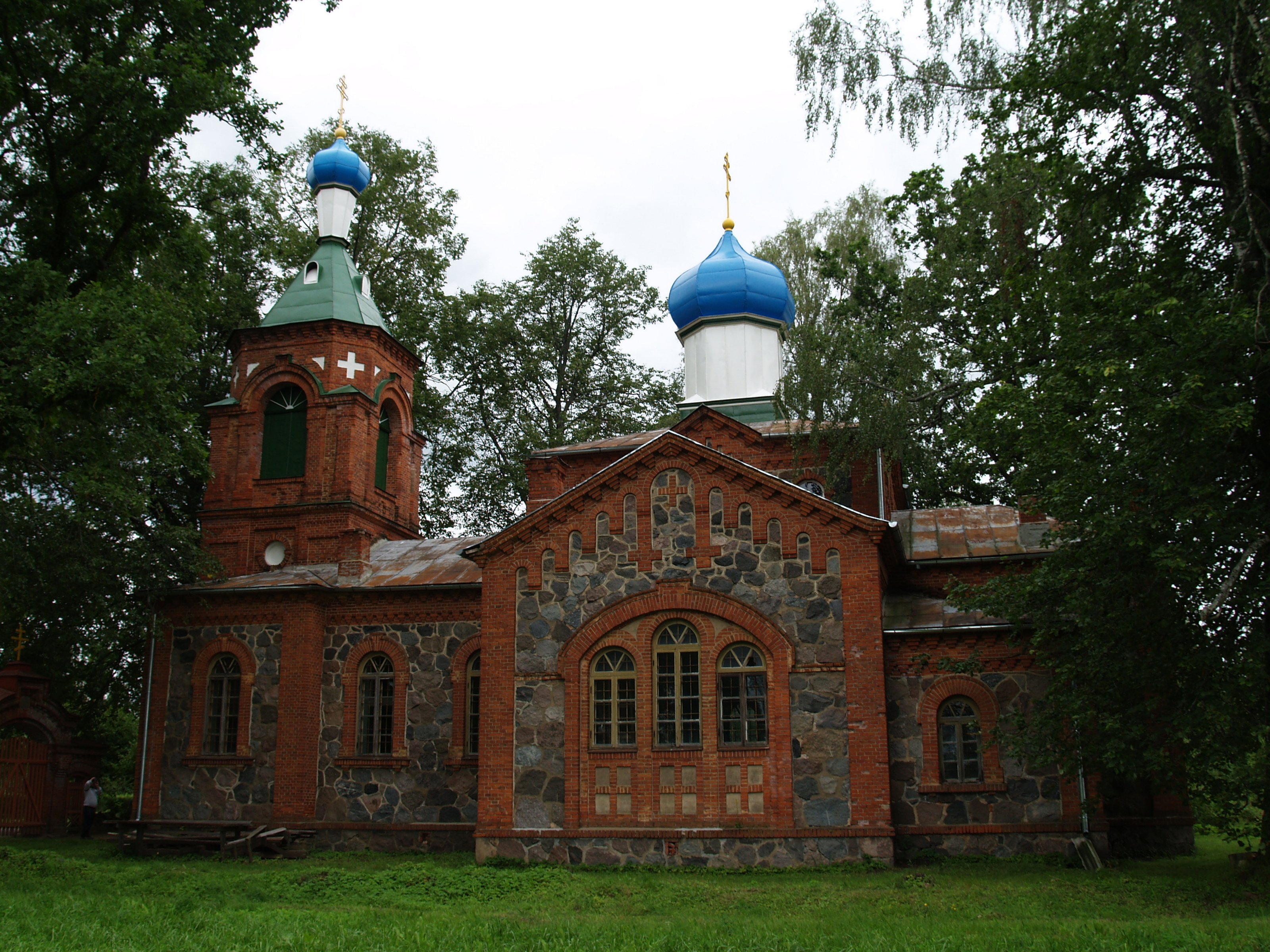
Orthodoxe Kirche der Geburt Christi in Aloja, 1895 geweiht, Architekt: Jānis Frīdrihs Baumanis

Der Name „Aloja“ ist livischen Ursprungs. Der Ort wurde erstmals 1449 schriftlich erwähnt, als die Güter Allenberg und Stakenberg in den Besitz eines Fabian Unger kamen. Dieser erhielt vom Erzbistum Riga die Erlaubnis, eine Pfarrei zu gründen. 1534 gehörte eine hölzerne lutherische Kirche zum Landgut. Diese wurde 1776 durch eine steinerne ersetzt.
Der Ort bestand 1903 – abgesehen von Wohn- und landwirtschaftlichen Gebäuden sowie Werkstätten der Handwerker – und lediglich aus zwei Kirchen, zwei Gemeindeschulen, einer Gastwirtschaft, einer Apotheke, einem Doktorat und einem Kaufladen. Nach der Revolution von 1905 wuchs der Ort langsam heran und bekam 1992 die Stadtrechte.
Von 2009 bis 2021 wurde zusammen mit vier umliegenden Gemeinden und der Stadt Staicele der Bezirk Aloja (Alojas novads) gebildet, der anschließend im Bezirk Limbaži aufging.

## Personen
- Otomārs Nemme (1891–1947), Maler, Zeichner und Karikaturist